# Список дипломатических миссий Португалии

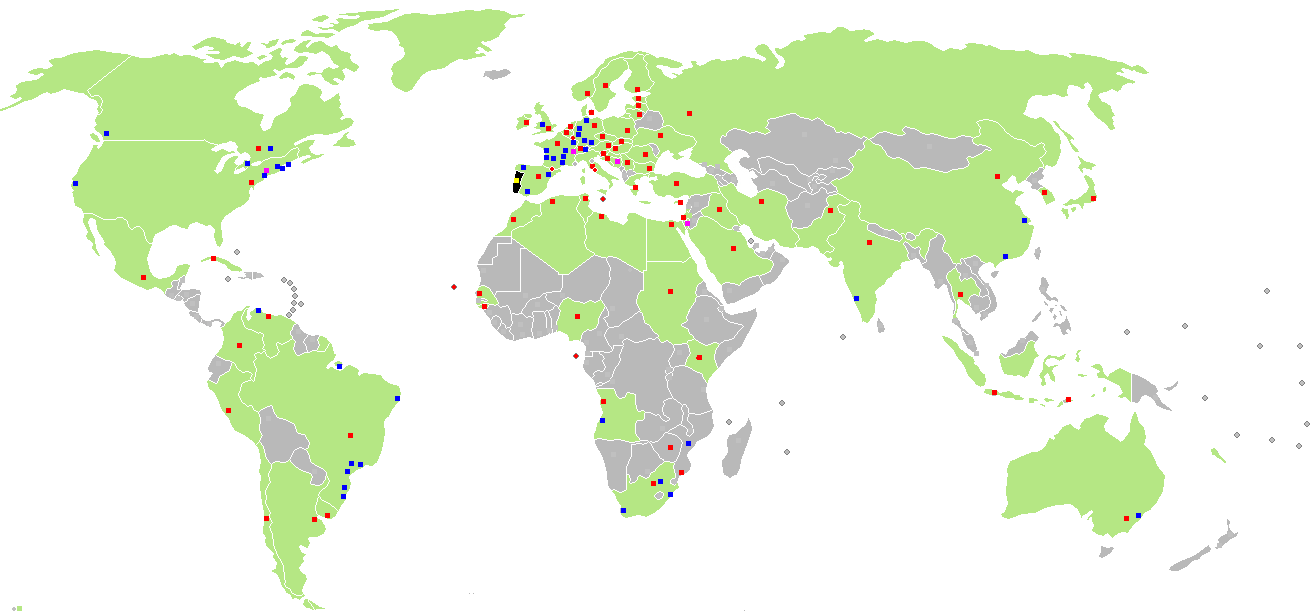

Список дипломатических миссий Португалии — Португалия обладает обширной сетью дипломатических представительств, в первую очередь в странах Европы, португалоязычных государствах и регионых Африки и Азии, а также в Южной Америке. В 1999 году были восстановлены отношения Португалии с Индонезией, разорванные в 1975 году после захвата последней Восточного Тимора. В то же время Португалия заявила о намерении закрыть ряд консульств в США и во Франции.

## Африка
- Алжир, Эль-Джазаир (посольство)
- Ангола, Луанда (посольство)
  - Бенгела (генеральное консульство)
- Кабо-Верде, Прая (посольство)
- Демократическая Республика Конго, Киншаса (посольство)
- Кот д’Ивуар, Абиджан (посольство)
- Египет, Каир (посольство)
- Эфиопия, Аддис-Абеба (посольство)
- Гвинея-Бисау, Бисау (посольство)
- Кения, Найроби (посольство)
- Ливия, Триполи (посольство)
- Марокко, Рабат (посольство)
- Мозамбик, Мапуту (посольство)
  - Бейра (генеральное консульство)
- Нигерия, Абуджа (посольство)
- Сенегал, Дакар (посольство)
- Сан-Томе и Принсипи, Сан-Томе (посольство)
- ЮАР, Претория (посольство)
  - Кейптаун (генеральное консульство)
  - Йоханнесбург (генеральное консульство)
  - Дурбан (консульство)
- Тунис, Тунис (посольство)
- Зимбабве, Хараре (посольство)

## Америка
- Аргентина, Буэнос-Айрес (посольство)
- Боливия, Ла-Пас (посольство)
- Бразилия, Бразилиа (посольство)
  - Салвадор (генеральное консульство)
  - Порту-Алегри (генеральное консульство)
  - Рио-де-Жанейро (генеральное консульство)
  - Сан-Паулу (консульство первого класса)
  - Белен (Consulate)
  - Белу-Оризонти (Consulate)
  - Куритиба (Consulate)
  - Порту-Алегри (Consulate)
  - Ресифи (Consulate)
  - Сантос (Consulate)
- Канада, Оттава (посольство)
  - Монреаль (генеральное консульство)
  - Торонто (генеральное консульство)
  - Ванкувер (генеральное консульство)
- Чили, Сантьяго (посольство)
- Колумбия, Богота (посольство)
- Куба, Гавана (посольство)
- Мексика, Мехико (посольство)
- США, Вашингтон (Embassy)
  - Бостон (генеральное консульство)
  - Нью-Йорк (генеральное консульство)
  - Ньюарк (генеральное консульство)
  - Нью-Бедфорд (консульство)
  - Провиденс (консульство)
  - Сан-Франциско (генеральное консульство)
- Перу, Лима (посольство)
- Уругвай, Монтевидео (посольство)
- Венесуэла, Каракас (посольство)
  - Валенсия (генеральное консульство)

## Азия
- Китай, Пекин (посольство)
  - Макао (генеральное консульство)
  - Шанхай (генеральное консульство)
- Индия, Нью-Дели (посольство)
  - Панджим (генеральное консульство)
- Индонезия, Джакарта (посольство)
- Иран, Тегеран (посольство)
- Ирак, Багдад (посольство)
- Израиль, Тель-Авив (посольство)
- Япония, Токио (посольство)
- Сеул (посольство)
- Пакистан, Исламабад (посольство)
- Государство Палестина, Рамаллах (представительство)
- Саудовская Аравия, Эр-Рияд (посольство)
- Сингапур (посольство)
- Восточный Тимор, Дили (посольство)
- Таиланд, Бангкок (посольство)
- Турция, Анкара (посольство)

## Европа
- Андорра, Андорра-ла-Вьеха (посольство)
- Австрия, Вена (посольство)
- Бельгия, Брюссель (посольство)
- Босния и Герцеговина, Сараево (посольство)
- Болгария, София (посольство)
- Хорватия, Загреб (посольство)
- Чехия, Прага (посольство)
- Кипр, Никосия (посольство)
- Дания, Копенгаген (посольство)
- Эстония, Таллин (посольство)
- Финляндия, Хельсинки (посольство)
- Франция, Париж (посольство)
  - Лион (генеральное консульство)
  - Марсель (генеральное консульство)
  - Клермон-Ферран (консульство)
  - Нант (консульство)
  - Тулуза (консульство)
  - Бордо (генеральное консульство)
  - Страсбург (генеральное консульство)
- Германия, Берлин (посольство)
  - Кёльн (генеральное консульство)
  - Франкфурт-на-Майне (генеральное консульство)
  - Гамбург (генеральное консульство)
  - Дюссельдорф(генеральное консульство)
  - Штутгарт (генеральное консульство)
- Греция, Афины (посольство)
- Ватикан, Рим (посольство)
- Венгрия, Будапешт (посольство)
- Ирландия, Дублин (посольство)
- Италия, Рим (посольство)
- Испания, Мадрид (посольство)
  - Барселона (генеральное консульство)
  - Севилья (генеральное консульство)
  - Виго (консульство)
- Латвия, Рига (посольство)
- Литва, Вильнюс (посольство)
- Люксембург, Люксембург (посольство)
- Мальта, Валлетта (посольство)
- Нидерланды, Гаага (посольство)
- Норвегия, Осло (посольство)
- Польша, Варшава (посольство)
- Румыния, Бухарест (посольство)
- Россия, Москва (посольство)
- Сербия, Белград (посольство)
- Словакия, Братислава (посольство)
- Словения, Любляна (посольство)
- Швеция, Стокгольм (посольство)
- Швейцария, Берн (посольство)
  - Женева (генеральное консульство)
  - Цюрих (генеральное консульство)
- Украина, Киев (посольство)
- Великобритания, Лондон (посольство)
  - Манчестер (генеральное консульство)

## Океания
- Австралия, Канберра (посольство)
  - Сидней (генеральное консульство)

## Международные организации
- - Брюссель (постоянное представительство при ЕС)
  - Женева (постоянное представительство при учреждениях ООН)
  - Нью-Йорк (постоянное представительство при ООН)
  - Париж (постоянное представительство при ЮНЕСКО)
  - Страсбург (постоянное представительство при Совете Европы)
  - Вена (представительство при ОБСЕ)